# Hartmanice (ort i Tjeckien, Plzeň)
Hartmanice är en stad i Tjeckien.   Den ligger i regionen Plzeň, i den sydvästra delen av landet, 120 km sydväst om huvudstaden Prag. Hartmanice ligger 718 meter över havet och antalet invånare är 1 189.
Terrängen runt Hartmanice är kuperad. Runt Hartmanice är det ganska glesbefolkat, med 36 invånare per kvadratkilometer. Närmaste större samhälle är Sušice, 8,3 km nordost om Hartmanice. I omgivningarna runt Hartmanice växer i huvudsak blandskog.